# ناكولوماب تافيناتوكس
ناكولوماب تافيناتوكس مكون من ناكولوماب وهو جسم مضاد وحيد النسيلة فأري مرتبط بإنتروتوكسين A (والذي يسمى هنا تافيناتوكس) المشتق من العنقوديات المذهبة.
ناكولوماب تافيناتوكس مصمم لعلاج سرطان القولون.

مخطط يوضح تركيب ناكولوماب تافيناتوكس.